# Ратуша (Корнвестхайм)
Ратуша Корнвестхайма (нем. Rathaus Kornwestheim или нем. Kornwestheimer Rathausturm) — административное и техническое здание, располагающееся в центре баден-вюртембергского города Корнвестхайм; здание высотою в 48 метров, совмещающее в себе водонапорную башню и башню мэрии, было построено по проекту архитектора Пауля Бонатца в 1935 году. Является памятником архитектуры и одним из ключевых символов города.

## История и описание
С 1890 по 1933 год население города Корнвестхайма увеличилось в пять раз и превысило 10 000 человек: в результате и городская администрация, и местные коммунальные службы требовали расширения. Ещё до Первой мировой войны, в 1912 году, муниципалитет принял решение построить новую ратушу — строительство было начато на углу улиц Штутгартер-штрассе и Эберхардштрассе. В связи с началом военных действий строительные работы были прерваны и более не возобновлялись: от старого проекта современному зданию досталась только характерная дверь. Водоснабжение города в тот период, с 1917 года, было обеспечено за счет подачи воды из Дуная через специальный водопровод, однако вместимость построенного в 1896 году водохранилища в Залонвальде (Людвигсбург) вскоре была уже недостаточна.
В течение ряда лет недостаток финансовых средств мешал решению городских проблем; и только в 1933 году — при мэре Альфреде Керчере — был объявлен новый конкурс на постройку двух зданий: ратуши и водонапорной башни. Соревнование выиграл проект Пауля Бонатца, являвшегося архитектором центрального железнодорожного вокзала Штутгарта: он предложил объединить оба проекта и построить башню ратуши в качестве водонапорной. Для реализации было выбрано место на возвышенности — на Штутгартер-штрассе, в то время являвшейся южной окраиной Корнвестхайма. За счёт подобного расположения как гарантировалась подача воды населению, так и создавался задел для последующего расширения города на юг.
Строительство, обеспеченное ссудой от федерального правительства Германии, было начато в октябре 1933 и завершилось к ноябрю 1935. Рядом с водонапорной башней было построено и всё ещё существующее здание городской администрации. Высота башни составляет 48 метров при фундаменте глубиною в 8; резервуар вмещает 800 кубометров воды. Исследователи высказывали мнение, что башня в Корнвестхайме послужила образцом для колокольни собора Наборито (Хиросима, 1953). С башней связана и местная рождественская традиция: каждый год под Рождество на плоской вершине башни устанавливается рождественская ель, хорошо видная практически из любой точки города.

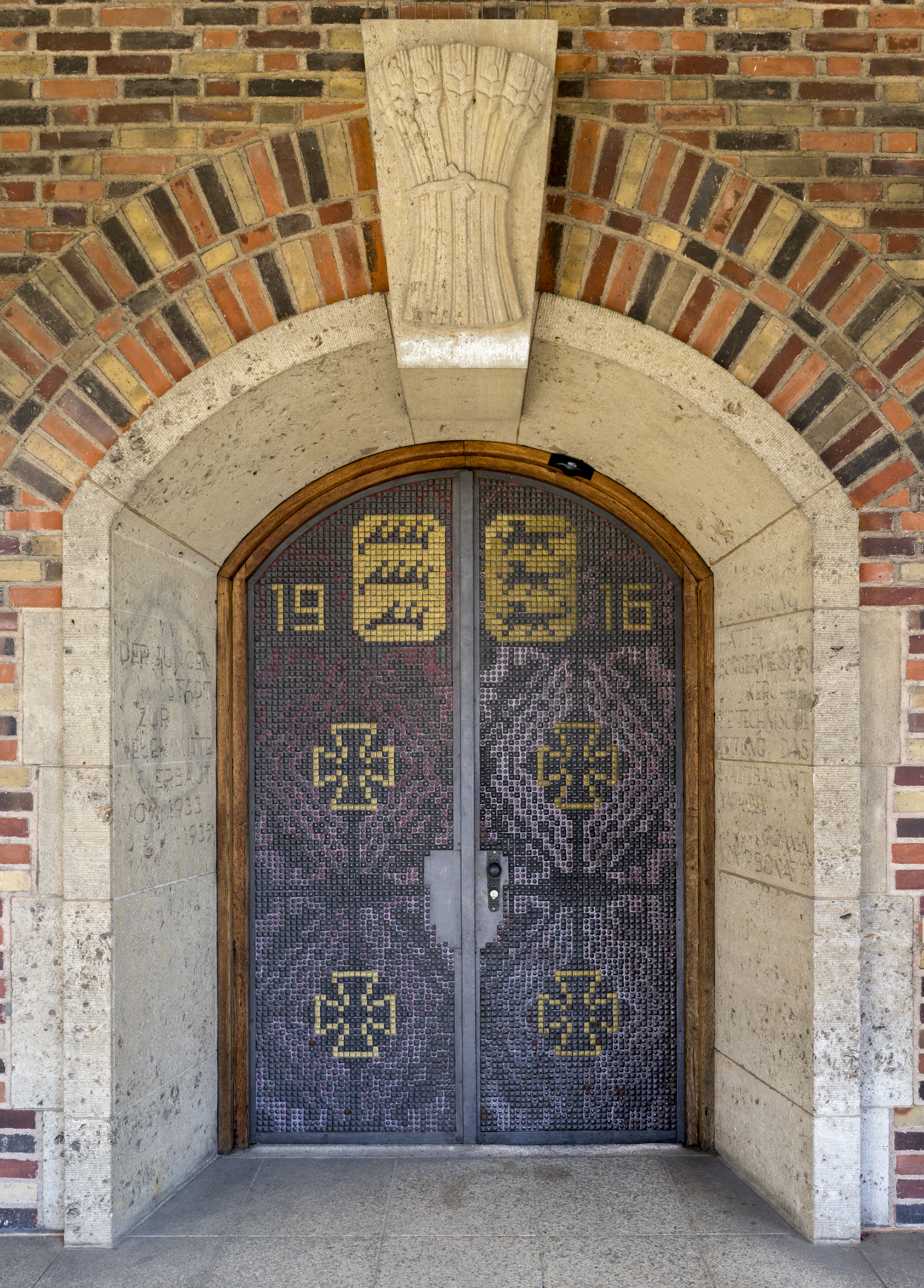
Входная дверь ратуши

Только через два десятилетия, когда население города снова удвоилось — а в дополнение к этому в округе были открыты сразу несколько промышленных предприятий — водонапорная башня перестала отвечать потребностям как населения, так и размещенных рядом солдат армии США. Поэтому в 1954—1955 годах на площади перед ратушей в землю были закопаны два дополнительных резервуара, каждый из которых имел объем в 2200 кубометров: из них вода закачивалась в башню. С 1958 года Корнвестхайм также получает воду из «искусственного озера» под Штутгартом «Bodensee-Wasserversorgung». В 1990-х административное крыло ратуши было расширено.